# 安格拉密欧斯岛
2°42′10″S 134°49′52″E / 2.70278°S 134.83111°E
安格拉密欧斯岛（英語：Anggrameos）是印度尼西亚中巴布亚省纳比雷县的一个岛屿（T类高程）。 它位于极乐鸟湾，最高海拔 139 米，是极乐鸟湾国家公园保护区的一部分。
安格拉密欧斯岛也被称为Angra Eiland或Angra Meos。

## 引用来源
1. ↑  Pigram, C. J.; Robinson, G. P.; Tobing, Sahat Lumban. : 109–126. 1982  [2022-12-09]. （原始内容存档于2022-12-09） （美国英语）.